# Campeonato Panamericano de Béisbol Sub-12 de 2023
El Campeonato Panamericano de Béisbol Sub-12 de 2023 con categoría Infantil AA, se disputó en Aguascalientes, México del 19 al 28 de mayo de 2023. El torneo otorgó cuatro cupos para la Copa Mundial de Béisbol Sub-12 de 2023 en Taipei.

## Equipos participantes
- Brasil
- Cuba
- Estados Unidos
- México
- Panamá
- Puerto Rico
- República Dominicana
- Venezuela

## Primera Ronda
Posiciones disputadas las 9 jornadas.
| Pos | Equipo               | JG | JP | PCT   | JV |
| --- | -------------------- | -- | -- | ----- | -- |
| 1   | Estados Unidos       | 7  | 0  | 1,000 | -  |
| 2   | México               | 6  | 1  | 0,857 | 1  |
| 3   | Venezuela            | 5  | 2  | 0,714 | 2  |
| 4   | Panamá               | 4  | 3  | 0,571 | 3  |
| 5   | Puerto Rico          | 2  | 5  | 0,286 | 5  |
| 6   | Cuba                 | 2  | 5  | 0,286 | 5  |
| 7   | República Dominicana | 2  | 5  | 0,286 | 5  |
| 8   | Brasil               | 0  | 7  | 0,000 | 7  |

     – Clasificados a la semifinales y a la Copa Mundial de Béisbol 2023.

     – Disputarán el juego por el 5° y 6° lugar

     – Disputarán el juego por el 7° y 8°lugar

## Rondas de Consolidación
| Fecha      | Juego    | Hora  | Visitante | Resultado | Local                |
| ---------- | -------- | ----- | --------- | --------- | -------------------- |
| 27 de mayo | 7° Lugar | 10:00 | Brasil    | 0 - 15    | República Dominicana |
| 27 de mayo | 5 Lugar  | 15:00 | Cuba      | 3 - 11    | Puerto Rico          |

| Fecha      | Juego       | Hora  | Visitante | Resultado | Local          |
| ---------- | ----------- | ----- | --------- | --------- | -------------- |
| 27 de mayo | Semifinal 1 | 10:00 | Panamá    | 0 - 13    | Estados Unidos |
| 27 de mayo | Semifinal 2 | 15:00 | Venezuela | 17 - 4    | México         |

## Tercer lugar

### Panamávs.México
Programado para el día 28 de mayo
| Equipo | 1 | 2 | 3  | 4 | 5 | 6 | 7 | C  | H  | E |
| ------ | - | - | -- | - | - | - | - | -- | -- | - |
| Panamá | 1 | 0 | 2  | 2 | x | x | x | 5  | 5  | 4 |
| México | 5 | 3 | 13 | x | x | x | x | 21 | 12 | 0 |

LG: Alfonso Del Valle  LP: Javier Acevedo  

Umpires HP:
Asistencia: 

Duración: hrs

## Final

### Venezuelavs.Estados Unidos
Programado para el día 28 de mayo
| Equipo         | 1 | 2 | 3 | 4  | 5 | 6  | 7 | C  | H  | E |
| -------------- | - | - | - | -- | - | -- | - | -- | -- | - |
| Venezuela      | 1 | 5 | 0 | 11 | 8 | 3  | 0 | 28 | 17 | 3 |
| Estados Unidos | 7 | 4 | 4 | 0  | 2 | 11 | 1 | 29 | 20 | 5 |

LG: Michael Ohman  LP: Manuel Armas  

Umpires HP:
Asistencia: 

Duración: hrs

## Resultados
Posiciones finales.
| Posición | Selección            | Record |
| -------- | -------------------- | ------ |
|          | Estados Unidos       | 9-0    |
|          | Venezuela            | 6-3    |
|          | México               | 7-2    |
| 4°       | Panamá               | 4-5    |
| 5°       | Puerto Rico          | 3-5    |
| 6°       | Cuba                 | 2-6    |
| 7°       | República Dominicana | 3-5    |
| 8°       | Brasil               | 0-8    |